# Gene Anthony Ray
Eugene Anthony Ray (Nueva York, 24 de mayo de 1962 - Nueva York, 14 de noviembre de 2003) fue un bailarín y actor estadounidense conocido por interpretar el papel de Leroy Johnson en la serie de televisión Fama (1982-1987).

## Biografía
Nació y creció en el neoyorquino barrio de Harlem. Cursó estudios en la High School of Performing Arts (Escuela de Arte) de Nueva York, aunque fue expulsado tan sólo un año después de su ingreso por cuestiones disciplinarias.
Cuando estudiaba danza en la Escuela de Julia Richman High School, fue seleccionado para interpretar el papel de Leroy Johnson, un aspirante a bailarín en la película de Alan Parker titulada Fama (1980). El personaje era una semblanza del actor que lo interpretaba, con una trayectoria, planteamientos vitales y personalidad muy similares. El mejor bailarín de toda la academia.
Fue tal el éxito de la película que dos años después se estrenaba su continuación para la pequeña pantalla en una serie titulada igualmente Fama. El personaje de Leroy fue uno de los más carismáticos de la serie y sin duda una de las claves de su éxito y convirtió a Johnson en una de las figuras más populares de televisión a nivel mundial durante los años ochenta. El actor se mantuvo en el elenco principal a lo largo de las seis temporadas que duró su emisión, entre 1982 y 1986.
Sin embargo, tras la cancelación de Fama, la carrera de Johnson no volvió a despuntar. Intervino puntualmente en la película Out of Sync (1995), dirigida por su excompañera de reparto en Fama Debbie Allen y en la comedia Eddie (1996), protagonizada por Whoopi Goldberg, además de realizar un cameo en Austin Powers in Goldmember (2002).
Seropositivo de VIH; terminaría falleciendo como consecuencia de complicaciones derivadas de un accidente cerebrovascular.